# Chaînon Palliser

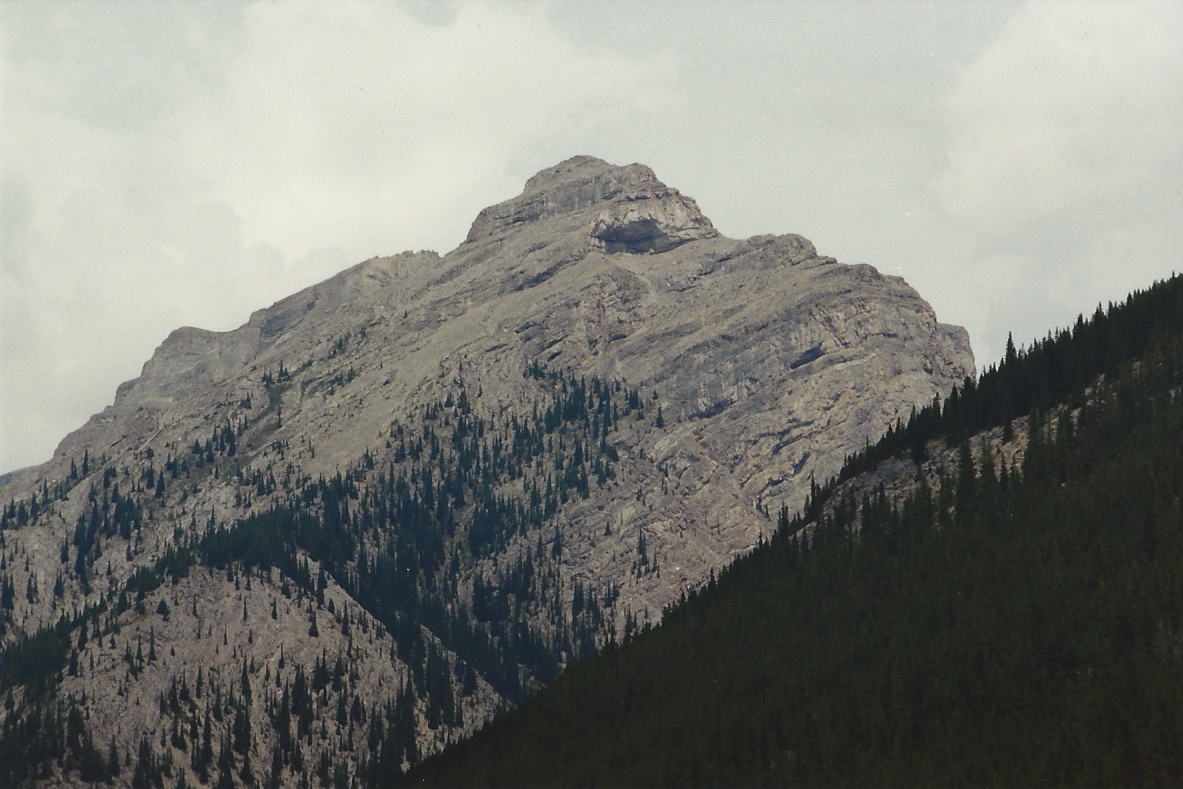
Le mont Aylmer, point culminant du chaînon.

Le chaînon Palliser, en anglais : Palliser Range, est une chaîne de montagnes située au sein des Rocheuses canadiennes à l'extrémité sud-est du parc national de Banff, dans la province d'Alberta au Canada.
Le chaînon Palliser est délimité au sud par le lac Minnewanka et au nord par le chaînon Bare. Il s'étend à l'est jusqu'à Blackrock Mountain située à proximité de la rivière Ghost. Le chaînon a été nommé par les membres de l'expédition Palliser et apparaît sur les nombreuses cartes produites au cours de cette expédition. Il a laissé son nom à la formation Palliser, une formation stratigraphique particulièrement présente dans les montagnes de ce chaînon.
La chaîne est constituée des sommets suivants :
| Sommet              | Altitude (m) |  |
| ------------------- | ------------ |  |
| Mont Aylmer         | 3 162        |  |
| Puma Peak           | 3 120        |  |
| Revenant Mountain   | 3 065        |  |
| Apparition Mountain | 3 002        |  |
| Mont Astley         | 2 869        |  |